# سکره-کور-دو-ژزو، کبک
سَکرِه-کُر-دو-ژِزو (به فرانسوی: Sacré-Cœur-de-Jésus) قصبه‌ای در منطقه شهری له آپالاش ناحیه شودییر-آپالاش در استان کبک کانادا است. در سرشماری سال ۲۰۱۱ این قصبه ۵۴۶ نفر جمعیت داشته‌است و مساحت آن ۱۰۳٫۸۵ کیلومتر مربع است.